# Parafia Podwyższenia Krzyża Świętego w Zbydniowie
Parafia Podwyższenia Krzyża Świętego w Zbydniowie - parafia rzymskokatolicka znajdująca się w diecezji sandomierskiej w dekanacie Gorzyce. 
Parafia została erygowana w 13 stycznia 1969 r. poprzez wydzielenie z parafii w Zaleszanach.
Do parafii należą: Dzierdziówka i Zbydniów.